# Ligfærd
Ligfærd es el título del segundo álbum de larga duración de la banda danesa de black metal y funeral doom, Nortt. Este álbum fue lanzado el 9 de noviembre de 2005, bajo el sello discográfico Total Holocaust Records.

## Canciones
1. Gudsforladt - 4:04
2. Ligprædike - 8:36
3. Vanhellig - 8:07
4. Tilforn tid - 12:05
5. Dødsrune - 8:32
6. Ligfærd - 3:56